# Pueblo Karo (Indonesia)
Los karo, o karoneses, son un pueblo de las Tanah Karo (tierras Karo) y parte del pueblo karo de Sumatra septentrional, Indonesia. Las tierras Karo consisten en el kabupaten de Karo, más áreas vecinas en el kabupaten Aceh oriental, el kabupaten Langkat, el kabupaten Dairi, el kapubaten de Simalungun y el kabupaten de Deli Serdang. Asimismo, las ciudades de Binjai y Medan, ambas bordeadas por el kabupaten de Deli Serdang, contienen poblaciones importantes de karoneses, particularmente en el área de Padang Bulan en Medan. El poblado de Sibolangit, kabupaten de Deli Serdang, en las estribaciones de la carretera de Medan a Berastagi, también es una importante ciudad de karoneses.
Las tierras Karo contienen dos volcanes importantes, el monte Sinabung, que entró en erupción tras 400 años de inactividad el 27 de agosto de 2010, y el monte Sibayak. Karolandia está compuesta por las tierras altas más frías y las tierras bajas superiores e inferiores.
Las tierras Karo fueron conquistadas por los neerlandeses en 1904. En 1906, caminos hacia las tierras altas fueron construidos, poniendo fin al aislamiento del pueblo karo de la región. La carretera comunicaba a Medan y las tierras bajas con Kabanjahe y desde allí a Kutacane en la provinica de Aceh y Pematangsiantar en el kabupaten de Simalungun. Las primeras evangelizaciones cristianas sobre el pueblo Karo fueron hechas en 1890 por la Sociedad Misionera Neerlandesa. A raíz de la asociación percibida con el colonialismo de las Indias Orientales Neerlandesas, inicialmente sólo una minoría de los karo se convirtió y no fue sino hasta después de la independencia de Indonesia en 1945 que el cristianismo adquirió un apoyo significativo entre los karo.
En 1911 tuvo inicio un proyecto agrícola en Berastagi, actualmente el poblado principal de las tierras Karo, para cultivar hortalizas europeas en las temperaturas más frías. Berastagi es actualmente la parte más próspera de las tierras Karo, a tan sólo una hora de Medan, mientras que los poblados más al interior sufren de ingresos más bajos y acceso limitado a la atención médica.
El centro administrativo del kabutapen de Karo es Kabanjahe.

## Identidad karo

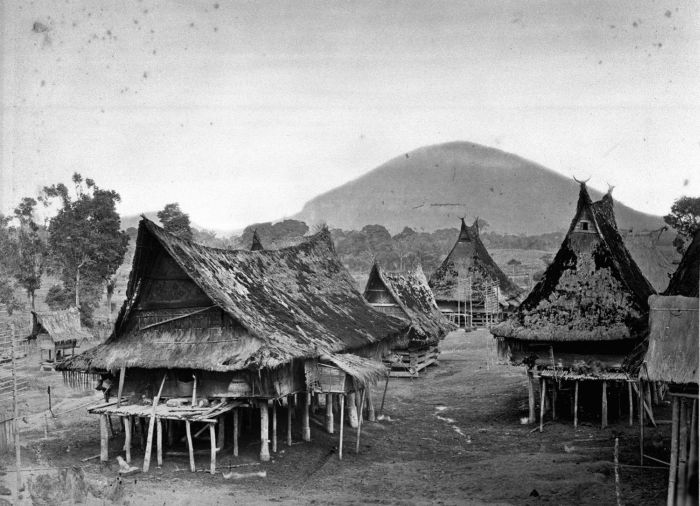
Casas comunales tradicionales en una aldea karo cerca del lago Toba, alrededor de 1870.

El pueblo karo habla el idioma karo, un idioma batak septentrional pero no mutuamente inteligible con los idiomas batak australes, además de hablar el indonesio. Estos karo están divididos en clanes o merga. Los merga karo son los de Karo-Karo, Ginting, Sembiring, Perangin-Angin y Tarigan. Estos merga se dividen a su vez en subclanes y finalmente familias.
Entre los siglos XIII y XIV, el pueblo karo estableció el Reino de Aru (escrito a veces Haru), ubicado en la actual ciudad de Medan y en el kabutapen de Deli Serdang. El de Aru fue uno de los primeros reinos de Sumatra. La población del Reino de Aru practicaba el animismo nativo, así como el hinduismo y el islam. El islam ganó influencia gradualmente en la zona costera desde finales del siglo XIII. A pesar de estar entre los reinos más tempranos de Sumatra en estar expuestos al islam, la gente del reino de Aru siguió siendo predominantemente pagana, en particular los que habitaban las regiones interiores. El estado sucesor del Reino de Aru fue el Sultanato de Deli, que demuestra una mezcla de influencias de los pueblos karo, malayo, tamil y aceh.
En la actualida, la mayoría de los aro son cristianos, religión traída a Sumatra en el siglo XIX por misioneros neerlandeses. No obstante, un número cada vez más grande de personas que viven lejos de las tierras altas Karo se han convertido al islam, gracias a la influencia de musulmanes malayos de la vecina zona de Deli en Medan, así como de inmigrantes javaneses, lo que ha resultado en que las costumbres tradicionales de criar cerdos y cocinarlos sean menos comunes. Con todo, algunos musulmanes y cristianos conservan aún creencias animistas tradicionales sobre fantasmas y espíritus (perbegu) así como medicina tradicional de la jungla, a pesar de que contradice sus otras creencias. La Iglesia Protestante Gereja Batak Karo o Iglesia Protestante Karo Batak es la iglesia más grande entre los karo, mayoritariamente cristianos, de Sumatra septentrional. Esta congregación tribal se fundó formalmente en 1941 como una iglesia calvinista reformada. La iglesia cuenta con 276.000 miembros (para 2006) en 398 congregaciones con 196 pastores. Pertenece a la Comunión Mundial de Iglesias Reformadas.
Los karo vivían tradicionalmente en casas comunales compartidas también llamadas «rumah Siwaluh Jabu», pero muy pocas sobreviven (una en Desa Lingga, distrito de Karo), y las nuevas construcciones son exclusivamente de diseños modernos.
Se cree que los antepasados de los karo emigraron desde la isla de Formosa (Taiwán) milenios atrás, pero se cree que algunos karo pueden haberse casado con tamiles visitantes. Esta mezcla ha ejercido influencia en sus creencias religiosas, así como en su composición étnica. El clan (marga) Sembiring, que significa «negro», y muchas submarga de Sembiring (Colia, Berahmana, Pandia, Meliala, Depari, Muham, Pelawi y Tekan) son claramente de origen del sur de la India, lo que sugiere que tuvieron lugar matrimonios mixtos entre karo y tamiles.

### Creencias tradicionales

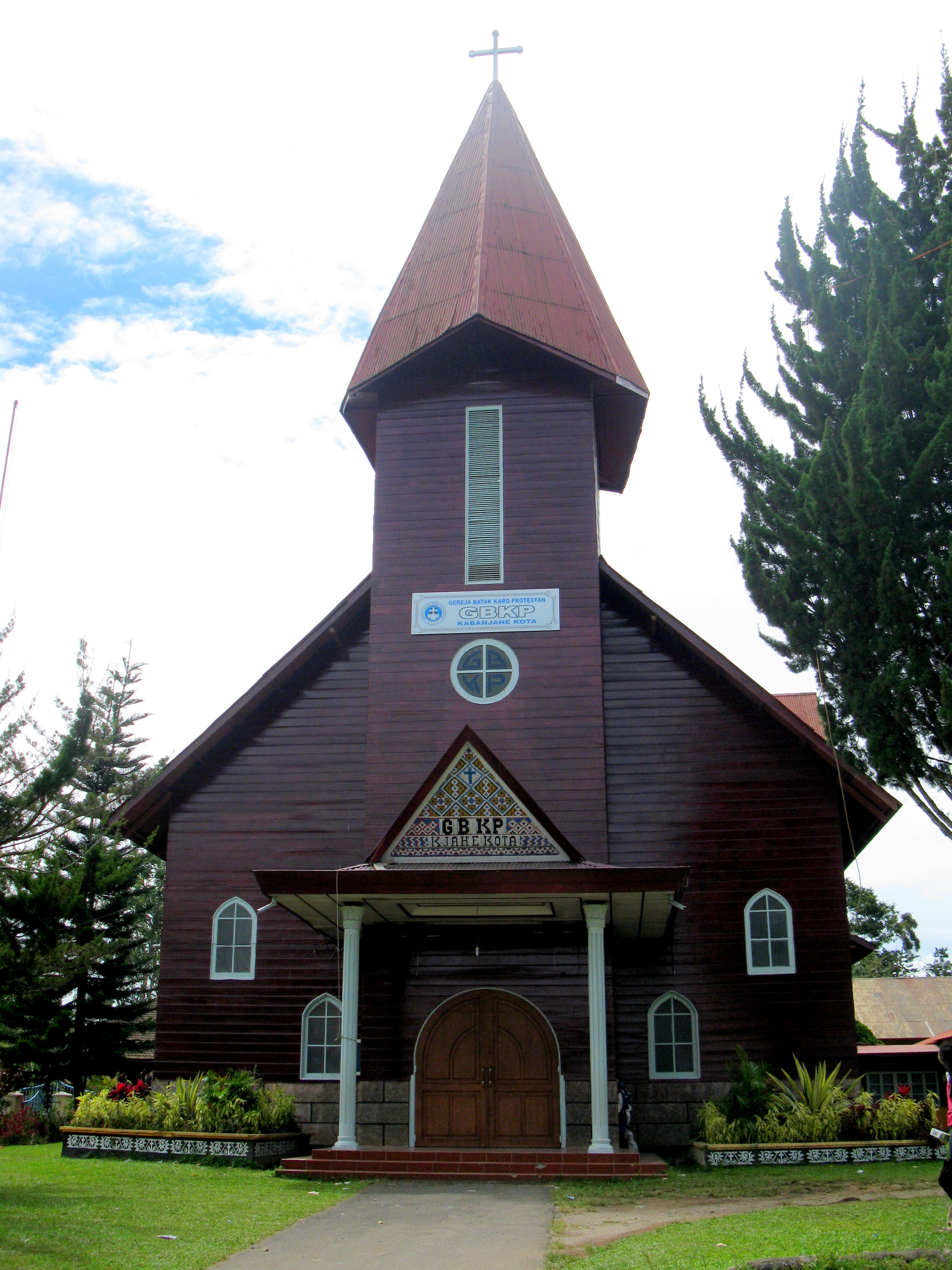
Una iglesia karo afiliada a la Iglesia Protestante Karo Batak (GBKP). Kabanjahe, kabutapen de Karo, Sumatra Septentrional.

## Religión

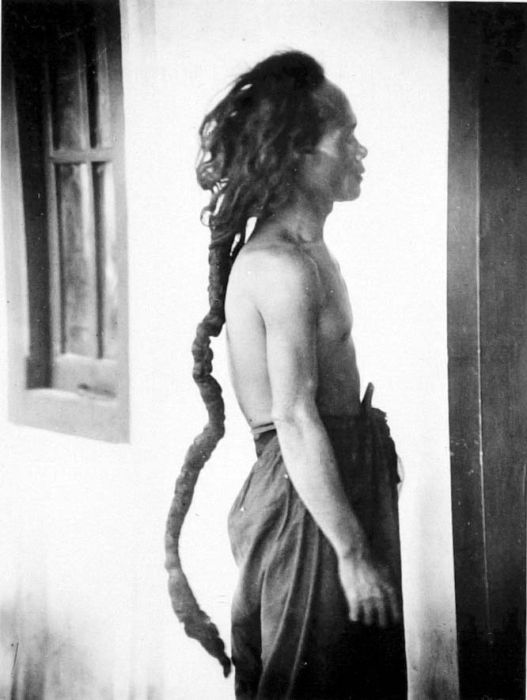
Sacerdote karo tradicional.

### Cristianismo
Los karo amenazaban los intereses neerlandeses en Sumatra Oriental, y Jacob Theodoor Cremer, un administrador neerlandés, consideró que la evangelización era un medio para reprimir tales actividades. La Sociedad Misionera Neerlandesa respondió a este llamado e inició actividades misioneras en las tierras Karo en 1890, en las que no solo se dedicaron a la evangelización sino también a la etnología y documentación de la cultura karo. Los misioneros intentaron construir una base en Kabanjahe, en las tierras altas Karo, pero fueron expulsados por los recelosos lugareños.
En represalia, la administración neerlandesa declaró una guerra para conquistar las tierras Karo, como parte de su consolidación final de poder en las Indias Orientales. Los karo percibían el cristianismo como la «religión neerlandesa» y a sus seguidores como «neerlandeses de piel oscura». En tal contexto, la iglesia karo inicialmente no fue exitosa y para 1950 la iglesia contaba con apenas 5,000 miembros. En los años posteriores a la declaración de independencia de Indonesia, la percepción del cristianismo entre los karo como un emblema del colonialismo se desvaneció, y la iglesia misma ganó independencia y adoptó más elementos de la cultura tradicional karo, tal como la música (anteriormente se promovía la banda de vientos). En 1965, la iglesia karo había crecido a 35.000 miembros.

### Tras el genocidio indonesio
A diferencia de los toba batak, que adoptaron el cristianismo con gran facilidad, los karo mantuvieron su religión tradicional durante varias décadas después de la llegada de los primeros misioneros cristianos a las tierras Karo.
Tras el genocidio de Indonesia de 1965-1966, momento en el que más del 70% de los karo seguían aún religiones tradicionales, hubo un impulso para que los indonesios se identificaran con una religión establecida. Muchos karo se unieron a la GBKP (Iglesia protestante Batak Karo) (60.000 de ellos fueron bautizados entre 1966 y 1970), y de los 5.000 musulmanes (en su mayoría no karo) en las tierras Karo en 1950, el número había subido a 30.000 para 1970.
Durante ese período, se estableció la organización religiosa Balai Pustaka Adat Merga Si Lima (BPAMSL) en Berastagi. El BPAMSL, proclamó la 'agama Pemena', o la religión (agama) de los fundadores (Pemena), considerada la primera religión del pueblo karo.
El concepto de «religión» era relativamente nuevo en las tierras karo. Históricamente, el pueblo musulmán vecino era conocido como 'kalak Jawi' o el pueblo de las tierras Yawi, y solo fue con la aparición del concepto de 'kalak Kristen', o pueblo cristiano, que los karo identificaron a las personas por su religión en lugar de por su tierra de origen. El 'agama Pemena' de la organización BPAMSL se creó como una defensa contra acusaciones de ateísmo, comunismo o animismo.
La BPAMSL llevó a cabo una ceremonia en las aguas termales de Lau Debuk-Debuk similar a la de investir una nueva aldea karo. Con tal ceremonia se validó esencialmente a Berastagi, establecida por los neerlandeses, como una «verdadera» aldea karo, y contó con la presencia del regente del kapubaten de Karo y otras figuras políticas.
La BPAMSL se convirtió entonces en la organización religiosa más grande de las tierras karo, superando a la Iglesia GBKP y absorbiendo a muchos miembros de ésta que se habían unido a ella tras la purga anticomunista.
Como respuesta al auge del movimiento Pemena, la Iglesia GBKP determinó después de 1969 que sus miembros podían participar en rituales aldeanos como un asunto de adat (tradición), mientras que anteriormente la Iglesia había rechazado tales rituales por considerarlos de naturaleza religiosa (no cristiana).
Una vez que el partido político Golkar ganara las elecciones en 1972, Djamin Ginting, una figura destacada del BPAMSL, proclamó a éste como un movimiento dentro del partido Golkar, adoptando al islam como su religión, proclamación que fue rechazada por partidarios del Partido Nacional Indonesio. Con esto el BPAMSL dejó de ser una fuerza de unión para la práctica de la Pemena, y a su vez la Pemena misma dejó de ser una fuerza unificadora en las tierras Karo, y todos los indonesios tuvieron que seguir una de las religiones del islam, el protestantismo, el catolicismo, el hinduismo oel budismo, o arriesgarse a ser clasificados como «sin creencia» en sus documentos de identidad. Miembros de la junta directiva del BPAMSL se reunieron con un acaudalado indio de Medan y afirmaron que la religión tradicional era de hecho una expresión del hinduismo indio, y que había sido fundada por un tal «Bagavan Bṛgu», de donde se habría derivado el nombre alternativo para las creencias karo de Perbegu (seguidores de 'begu' [en idioma karo, begu significa espíritu o fantasma]), considerándose que la existencia de nombres de margas karo de origen indio y similitudes entre los rituales karo e indios eran demostraciones de tal conclusión. Así se proclamó la Asociación del Hinduismo Karo (PAHK).

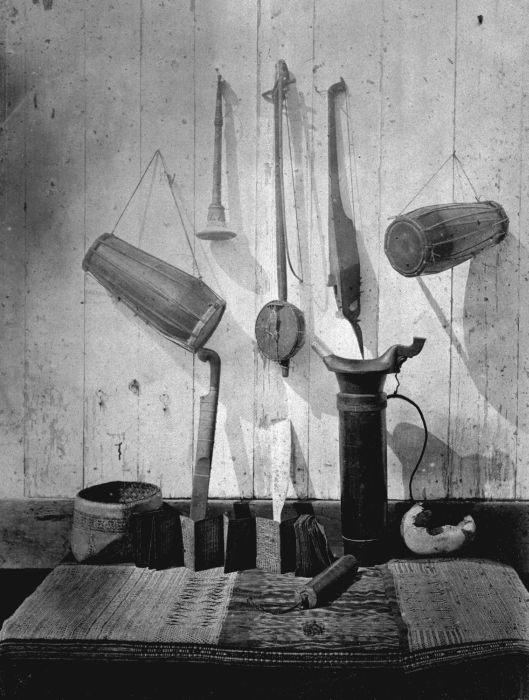
Instrumentos musicales y otros artículos identificados como Karo Batak, fotografía (c. 1870) de Kristen Feilberg.

La PAHK declaró que la «Pemena es lo mismo que el hinduismo» y recibió financiación de manos de indios de Medan para su causa. La PAHK se convirtió en un movimiento dentro de la organización de revitalización del hinduismo Parisada Hindu Dharma en Indonesia y, como culminación de esto, la PAHK se convirtió en 1985 en una rama de la PHDI, la Parisada Hindu Dharma Karo (PHDK). Cuando se estableció la PHDK, tenía unos 50.000 miembros y otros 50.000 simpatizantes adicionales. La PHD construyó un templo de estilo balinés en la aldea karo de Tanjung para inaugurar la PHDK. Al hacerlo, se enunció que el hinduismo PHDI (esto es, balinés) era la única forma válida y que, de hecho, los rituales 'hindúes' karo no eran válidos, decretando el cambio de nombre de 'Hinduismo karo' a 'Hindu Dharma Karo' y el reemplazo de los indios tamiles del comité ejecutivo de la PAHK y la presencia de balineses en el PHDK simbolizando la afirmación del 'Dharma hindú' como la religión hindú 'válida', sin prestar mucha atención a la reimaginación de los rituales karo dentro de un contexto de agama hindú.
Sin embargo, ocurrió una disminución inmediata en el apoyo a la PAHK/PHDK, y un pequeño número de personas seguían todavía las prácticas de la PHDK, mientras que otras seguían los rituales tradicionales karo (Pemena) fuera del contexto formal de la PHDK. Esto consolidó a la Iglesia cristiana protestante de la GBKP, durante muchos años una iglesia indígena liderada por los karo y respetuosa de sus rituales (como adat), como una opción más bien cómoda para la mayoría de los karo comparada con el hinduismo balinés afirmado por la PHDK. En la actualidad hay cuatro templos de la PHDK de estilo balinés en las tierras karo, pero el concepto de creencias tradicionales karo como manifestación del hinduismo está por lo demás en gran medida extinto.

### Cristianismo moderno
Si bien la Iglesia Gereja Batak Karo Protestan (GBKP) es la mayor iglesia karo, con 276.000 miembros (para 2006) en 398 congregaciones con 196 pastores, hay también confesiones católicas (33.000 miembros para 1986) y varias denominaciones pentecostalistas de las Asambleas de Dios.

## Organización (Merga Si Lima)

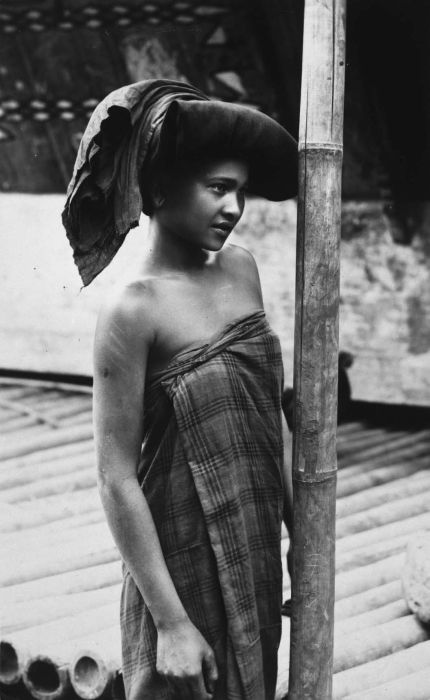
Una mujer karo con traje tradicional.

El pueblo karo incluye cinco marga o clanes, específicamente Ginting, Karo-Karo, Perangin-Angin, Sembiring y Tarigan. Cada una de estas margas se divide a su vez en submarga (83 en total). Con la excepción de los miembrso de la marga Karo-Karo, la mayoría de los karo se identifican a sí mismos por su marga principal y no por su sub-marga.
El Batak adat de los karo y otros prohíbe el matrimonio al interio de una misma marga (por ejemplo, Ginting con Ginting o Sembiring con Sembiring). Al casarse, la novia pasa a formar parte de la familia del novio, y el kalimbubu (familia de la novia) se vincula a la anakberu (familia del novio).
Los matrimonios karoneses suelen ser eventos muy grandes, típicamente con unos 200 asistentes, entre los que se incluyen los numerosos miembros de la familia de novia y novio, y comprenden una serie de elementos, incluyendo masticar nuez de betel (sirih), un baile tradicional karonés (que se enfoca en movimientos de las manos), el pago de una dote nominal a cada uno de las kalimbubu (familia de la novia). La comida es hecha por la familia del novia, quienes pasan muchas horas cocinando grandes cantidades para atender a tan numerosos invitados. Se espera que esta obligación social sea correspondida, por lo que es común que los karoneses asistan a varias bodas cada mes. Las personas que no son karo no pueden asistir a la ceremonia nupcial, aunque pueden ser invitadas a una fiesta separada por la noche. Cuando una persona no karonesa desee casarse con un karonés, es adoptada en una marga karo.
Tradicionalmente, las relaciones entre las familias de novia y novio (kalimbubu-anakberu) se veían reforzadas por matrimonios entre primos cruzados (es decir, por ejemplo, con el hijo del tío materno), pero esta tradición ya no es importante en la sociedad karo moderna.

### Mitología de origen de los Marga

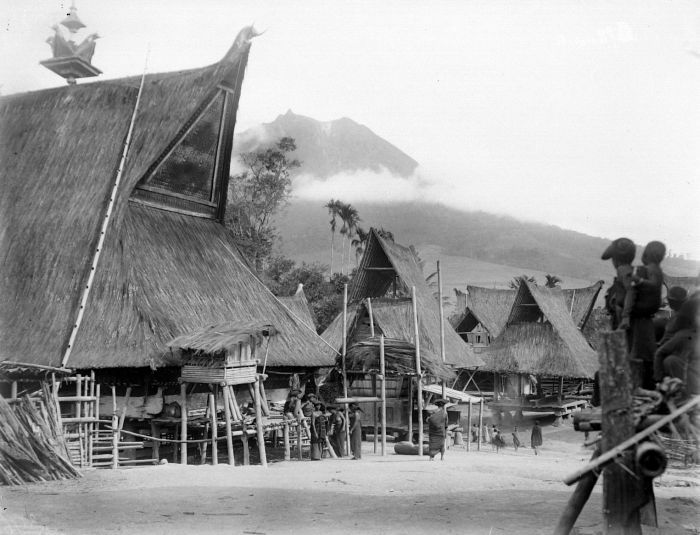
Casa tradicional karo, 1914.

Según la tradición karo afirma los Merga si Lima se originaron en cinco aldeas, cada una fundada por una Sibayak, una comunidad fundadora. La sibayak de los Suka, cuyo apellido era Ginting Suka, fundaron la aldea homónima. La sibayak de Lingga llamada Karo-karo Sinulingga fundó la aldea de Lingga. La sibayak de Barusjahe, cuyo apellido era Karo-karo Barus, fundó el pueblo de Barusjahe. La sibayak de Sarinembah, llamados Sembiring Meliala, fundó el pueblo de Sarinembah. La sibayak de Kutabuluh llamados Perangin-angin fundó la aldea de Kutabuluh.
Cada una de estas cinco aldeas principales tiene a su vez sus propias aldeas satélite habitadas por las familias extendidas de los habitantes de la principal. Tales aldeas se construyeron para comodidad de los aldeanos que debían hacer viajes relativamente largos hasta sus campos. El propósito era pues el de ahorrarles tiempo en sus recorridos de ida y vuelta desde el pueblo. En la actualidad, tales aldeas satélite se han desarrollado y evolucionado hasta convertirse en aldeas independientes. En la antigüedad, estas aldeas satélite solían pedir ayuda a las principales para hacer frente a desastres naturales, disputas tribales, enfermedades o hambrunas.
Los líderes de estas aldeas satélites eran llamados Urung. La sibayak de Lingga administraba cinco aldeas, específicamente Tiganderket, Tiga Pancur, Naman, Lingga y Batukarang. La sibayak de Suka administraba a su vez cuatro aldeas: Suka, Seberaya, Ajinembah y Tengging. La sibayak de Sarinembah administraba cuatro aldeas, las de Sarinembah, Perbesi, Juhar y Kutabangun. La sibayak de Barusjahe administraba dos aldeas, Barusjahe y Sukanalu. Finalmente, la sibayak de Kutabuluh administraba dos aldeas, Kutabuluh y Marding-ding.

## Gastronomía

### Alimentos

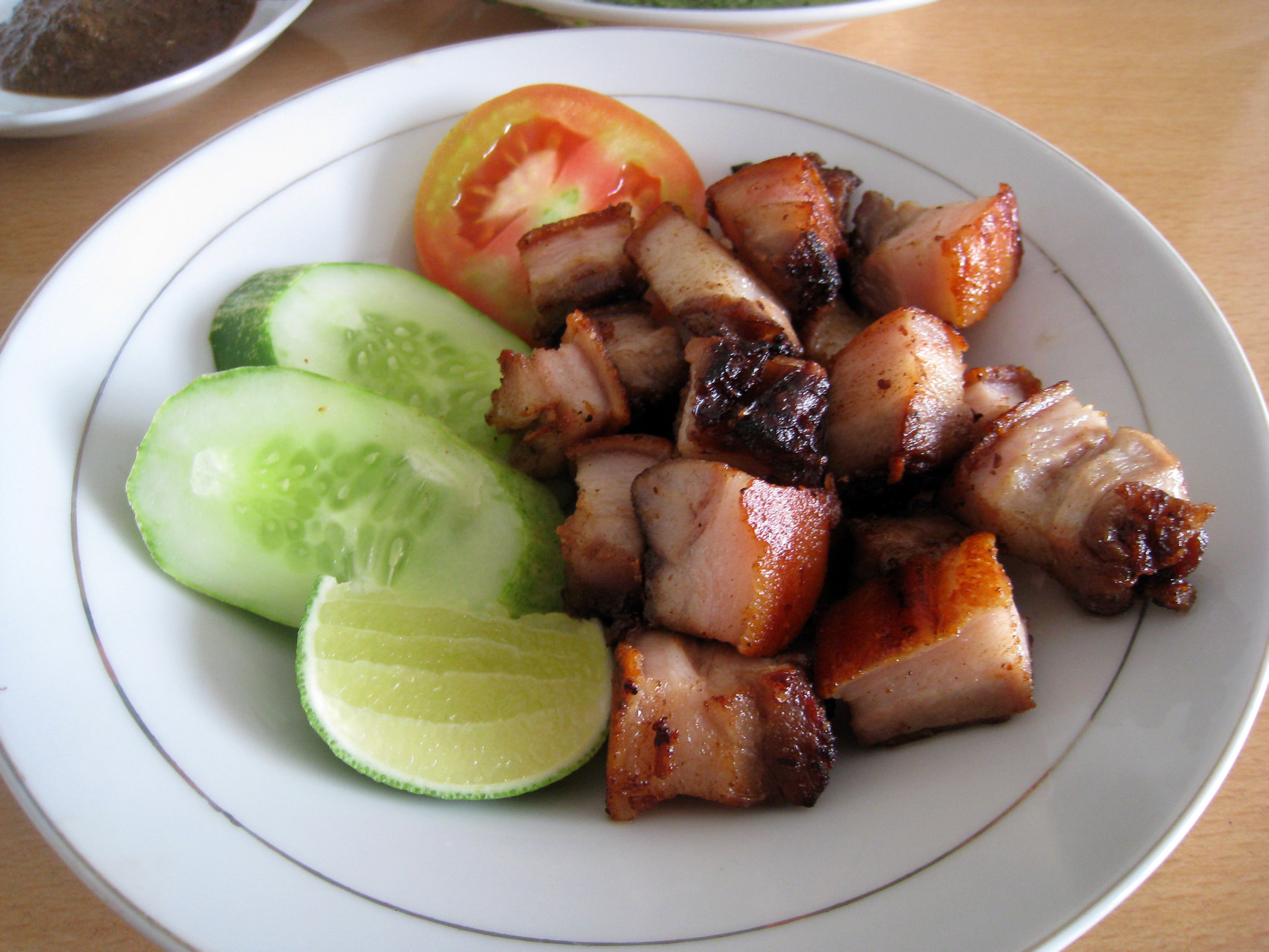
Babi Panggang Karo (BPK)

- Babi Panggang Karo (BPK) (cerdo a la parrilla en salsa de sangre de cerdo) [13]
- Gulai ikan (curry de pescado)
- Rendang cekala (rendang de carne cocinada con bastón de emperador)
- Lemang-lemang (arroz glutinoso, leche de coco y sal, cocido en una caña de bambú ahuecada recubierta con hojas de plátano para evitar que el arroz se pegue al bambú).
- Lomok-lomok (plato tradicional picante o salado elaborado con carne de cerdo o de perro).
- Arsik/tangas-tangas (un plato tradicional de carpa dorada
- Pagit-pagit atau Terites (sopa tradicional karo hecha con pasto de vaca parcialmente digerido, mezclado con otros ingredientes, hierbas y especias)
- Cimpa (varios pasteles karo hechos de harina de arroz, coco y azúcar de palma. Consumidos tradicionalmente durante el festival Kerya Tajun [Fiesta Anual]) [14]
- Tasak telu (un plato tradicional karo de pollo que se cocina tres veces utilizando diferentes ingredientes y métodos de cocción cada vez).
- Rires (más comúnmente conocido como 'Lemang', un alimento tradicional elaborado con arroz glutinoso y leche de coco)
- Cimpa Bohan (varios pasteles karo hechos de camote morado, coco y azúcar de palma. Consumidos tradicionalmente durante el festival Kerya Tajun [Fiesta Anual])
- Cipera (un tipo de sopa karo hecha con maíz, pollo y otras especias y que se deja cocer en agua)

### Bebidas
- Bandrek (un té tradicional de jengibre con otras especias)